# Capelleta de Sant Jaume (la Ràpita)
La Capelleta de Sant Jaume és una obra de la Ràpita (Montsià) protegida com a Bé Cultural d'Interès Local.

## Descripció
Petita tribuna quadrada sobresortint del parament, vora el balcó del primer pis. Flanquejada per dos columnetes, amb un petit cobert de teules. La imatge, en guix policromat, representa a Sant Jaume, amb l'armadura, sobre el seu cavall blanc a punt de matar un sarraí estès a terra.

## Història
Fou restituïda després de la guerra civil.